# 8 Brygada Strzelców (URL)
8 Brygada Strzelców – oddział piechoty Armii Ukraińskiej Republiki Ludowej.

## Formowanie i zmiany organizacyjne
W wyniku rozmów atamana Symona Petlury z naczelnikiem państwa i zarazem naczelnym wodzem wojsk polskich Józefem Piłsudskim prowadzonych w grudniu 1919, ten ostatni wyraził zgodę na tworzenie ukraińskich jednostek wojskowych w Polsce.
18 lutego płk Ołeksandr Udowyczenko otrzymał od premiera URL Isaaka Mazepy rozkaz sformowania na terenie powiatów mohylowskiego i jampolskiego samodzielnej brygady piechoty. 5 marca brygada płk. Udowyczenki złożona z różnych pododdziałów ukraińskich przebywających na tym terenie wyruszyła w kierunku północno-zachodnim i 7 marca doszła do rzeki Kalusik, gdzie nawiązała kontakt ze sztabem polskiej 18 Dywizji Piechoty i podporządkowała się jej operacyjnie. W tym czasie w skład brygady wchodziły: pułk mohylowski, kureń halicki i oddział konny atamana Szaszkewycza. Wkrótce dołączył do niej oddział im. atamana koszowego Iwana Sirki, utworzony w rejonie Nowej Uszycy przez płk. Smahłego. 21 marca do brygady przyłączyło się też kilka jednostek kozackich z armii „białego" gen. Nikołaja Bredowa, który uciekając przed „czerwonymi”, przebił się spod Odessy aż do polskich pozycji na Podolu. Do płk. Udowyczenki zgłosił się także dowódca oddziału konnego kozaków dońskich esauł Frołow i kilkudziesięciu kozaków kubańskich z setnikiem Juszkewyczem i zaproponowali służbę w szeregach wojska ukraińskiego.
20 marca samodzielna brygada piechoty weszła w skład nowo utworzonej 2 DS, na której dowódcę wyznaczono płk. Udowyczenkę. Brygada została przeformowana i nadano jej numer porządkowy 5. Po przeformowaniu w jej składzie znalazły się  13., 14. i 15. kurenie piechoty, samodzielna sotnia konna sztabu i 5 pułk artylerii. Rozkazem dowódcy 3 Żelaznej Dywizji Strzelców nr 27 z 9 czerwca 1920 brygada otrzymała nowy numer porządkowy – 8, a jej kurenie, odpowiednio, 22, 23 i 24. W wyniku ciężkich walk i strat bojowych, 28 lipca cały stan osobowy 8 Brygady został tymczasowo zebrany w dwóch kureniach.
W październiku 1920 armia URL przeprowadziła mobilizację. W jej następstwie mobilizacji w brygadzie odtworzono trzeci kureń.
W związku z podpisaniem przez Polskę układu o zawieszeniu broni na froncie przeciwbolszewickim, od 18 października  wojska ukraińskie zmuszone były prowadzić działania zbrojne samodzielnie.
21 listopada, pod naporem wojsk sowieckich, brygada doznała dużych strat i przeszła na zachodni brzeg Zbrucza, gdzie została internowana przez Wojsko Polskie. 23 listopada niedobitki brygady przekształcono w kureń, który z numerem porządkowym 20 wszedł w skład nowej 7 Zbiorczej Brygady Strzelców.

## Struktura organizacyjna
Organizacja brygady w październiku 1920
- dowództwo i sztab
- sotnia techniczna
- samodzielna sotnia konna
- 22 kureń strzelców
- 23 kureń strzelców
- 24 kureń strzelców
- dwie baterie artylerii

## Żołnierze oddziału
| Dowództwo jednostki             |                        |       |
| Stopień, imię i nazwisko        | Okres pełnienia służby | Uwagi |
| Dowódcy brygady                 |                        |       |
| płk Ołeksandr Udowyczenko       | 18 Il – 24 Ill         |       |
| gen. chor. Oleksandr Burkiwskyj | 24 III – 6 X           |       |
| płk Ołeksandr Turkuł            | 6 X – 23 XI            |       |
| Szefowie sztabu                 |                        |       |
| sot. Anton Dudkewycz            | 27 III – 9 V           |       |
| płk Anatolij Sylin              | 9 V – 23 Xl            |       |

| Kawalerowie Krzyża Walecznych | Kawalerowie Krzyża Walecznych |
| ----------------------------- | ----------------------------- |
| sotnyk Dutkewycz Anton        | sotnyk Harnza Anton           |
| chorąży Kozarenko Petro       | chorąży Małajczuk Iwan        |
| pułkownik Silin Anatolij      | sotnyk Sołonar Wołodymyr      |
| podpułkownik Szestopał Łarion | pułkownik Turkuł Oleksandr    |
| porucznik Wołodarko           |                               |